# Mühlenhof (Rheinberg)
Mühlenhof ist ein amtlicher Wohnplatz im Stadtbezirk Rheinberg der Stadt Rheinberg  im Kreis Wesel in Nordrhein-Westfalen. Er befindet sich östlich des Bahnhofs und westlich des Rheinberger Parks. Der Ortsteil ist vor allem durch Wohnbebauung gekennzeichnet, nur im Norden an der Bahnhofstraße befindet sich Kleingewerbe.